# Catocala intacta
Catocala intacta är en fjärilsart som beskrevs av John Henry Leech 1889. Catocala intacta ingår i släktet Catocala och familjen nattflyn. Inga underarter finns listade i Catalogue of Life.